# J98
J98は、英華達が開発した、大衆電信のPHS方式の携帯電話である。
PHSでの日本国ローミングに対応している。

## 歴史
- 2004年11月22日 電気通信端末機器審査協会による技術基準適合認定の設計認証 （設計認証番号A04-0608001）
- 2005年2月4日 テレコムエンジニアリングセンターによる技術基準適合証明の工事設計認証 （工事設計認証番号001JXAA1084）

## 仕様
- 形状：ストレート
- サイズ：幅42mm×高さ102mm×奥行15mm
- 重量：約65g
- 連続通話時間：約420分
- 連続待受時間：約300時間
- 充電時間：約2時間
- ディスプレイ：STN液晶
- カラー：65536色
- 着信音：16和音

## カラーバリエーション
- 粉紅
- 銀
- 紅